# Кубок России по международным шашкам среди мужчин 2013 (основная программа)
Кубок России по международным шашкам среди мужчин 2013 года в основной программе проходил одновременно с женским турниром в городе Ишимбае, с 23 февраля по 1 марта. Финал 1 марта завершал первый розыгрыш Кубка России, стартовавший 21 февраля.
Победитель основной программы получил право сыграть в Чемпионате мира 2013, который прошёл в Уфе.
 Золото — Алексей Чижов,
 Серебро — Александр Георгиев,
 Бронза — Гетманский Александр
Партии шли в онлайн-трансляции.

## Главная судейская коллегия
Главный судья — арбитр ФМЖД А. П. Мельников. Главный секретарь — арбитр ФМЖД Р. С. Ишимбаев.

## Из Регламента
В основной программе принимают участие шашисты, занявшие первые 16 мест в быстрой программе.
Далее 16 сильнейших играют по олимпийской системе до 2-х поражений. Выбывшие из борьбы за 1 место участники продолжают соревнования до определения всех мест из 16. Остальные участники разыгрывают места с 17 и ниже по аналогичной системе. Игрок под первым номером (согласно итогам быстрой программы) выбирает себе двух соперников из общего списка, затем жребием из этих двух игроков определяется его соперник на очередной тур. Далее игрок под номером 2 (если его не выбрал игрок под номером 1) выбирает из оставшихся игроков себе соперников и т. д.
Игра в каждой паре ведётся до первой победы.

## Контроль времени
Партия 1: 1 час 20 минут + 1 минута на ход. В случае ничьи, играется партия с контролем 10 мину + 5 секунд на ход каждому участнику. Если и эта партия завершается вничью, играется партия в блиц: 5 минут + 3 секунд на ход каждому участнику. Если опять ничья, то играют с контролем 5 минут + 3 секунд на ход каждому участнику без ограничения количества партий до первой победы (на оставшееся время).

## 1 раунд
Прошёл 23 февраля. Среди 16 прошедших отбор отказался от участия Рим Ишметов. Следующее 17 место занял Николай Кычкин, но и от него пришёл отказ. Поэтому в Кубке стартовал Закий Юсупов, занявший 18 место в быстрой программе.
Итоги.
Сахиуллин — Георгиев 0-2
Юсупов — Чижов 0-2
Мухаметов — Гетманский 0-2
Амриллаев — Пермяков 1-1, 1-1, 2-0
Рысаев — Колесов 1-1, 0-2
Трофимов — Ишмуратов 1-1, 2-0
Шайбаков — Шарафутдинов 2-0
Бонадыков — Калмаков 1-1, 0-2

## 2 раунд
Прошёл 24 февраля.
Итоги.
Без поражений
Шайбаков — Георгиев 1-1, 0-2
Чижов — Трофимов 1-1, 1-1, 2-0
Гетманский — Калмаков 1-1, 1-1, 1-1, 0-2
Амриллаев — Колесов 1-1, 1-1, 1-1, 2-0
1 поражение
Ишмуратов — Юсупов +/-
Шарафутдинов — Бонадыков 2-0
Мухаметов — Пермяков 0-2
Сахиуллин — Рысаев 1-1, 1-1, 1-1, 1-1, 0-2

## 3 раунд
Прошёл 25 февраля.
Итоги.
Без поражений
Георгиев — Калмаков 2-0
Амриллаев — Чижов 1-1, 1-1, 1-1, 1-1, 1-1, 0-2
1 поражение
Гетманский — Шарафутдинов 2-0
Колесов — Пермяков 1-1, 1-1, 2-0
Ишмуратов — Трофимов 1-1, 1-1, 1-1, 2-0
Рысаев — Шайбаков 1-1, 1-1, 2-0
За 13-16 места
Бонадыков — Сахиуллин 2-0
Мухаметов — Юсупов +/-

## 4 раунд
Прошёл 26 февраля.
Итоги.
Без поражений
Чижов — Георгиев 1-1, 1-1, 1-1, 0-2
1 поражение
Гетманский — Калмаков 1-1, 1-1, 1-1, 2-0
Амриллаев — Рысаев 2-0
Колесов — Ишмуратов 1-1, 1-1, 2-0
За 9-12 места
Пермяков — Трофимов 1-1, 1-1, 0-2
Шарафутдинов — Шайбаков 0-2
За 13-14 места
Бонадыков — Мухаметов 0-2
За 15-16 места
Сахиуллин — Юсупов +/-

## 5 раунд
Прошёл 27 февраля.
Итоги.
Без поражений
Георгиев (ждёт соперника)
1 поражение
Колесов — Чижов 1-1, 0-2
Амриллаев — Гетманский 0-2
За 6-8 места
Ишмуратов (ждёт соперника)
Рысаев — Калмаков 0-2
За 9-10 места
Трофимов — Шайбаков 1-1, 2-0
За 11-12 места
Шарафутдинов — Пермяков 2-0

## 6 раунд
Прошёл 28 февраля.
Итоги.
Без поражений
Георгиев (ждёт соперника)
1 поражение
Гетманский — Чижов 1-1, 0-2
За 4-5 места
Колесов — Амриллаев 0-2
За 6-7 места
Калмаков — Ишмуратов 1-1, 2-0

## Финал
1 марта.
Георгиев — Чижов 1-1, 1-1, 1-1, 0-2

## Итоговое распределение по местам
- 1 место — Георгиев
- 2 место — Чижов
- 3 место — Гетманский
- 4 место — Амриллаев
- 5 место — Колесов
- 6 место — Калмаков
- 7 место — Ишмуратов
- 8 место — Рысаев
- 9 место — Трофимов
- 10 место — Шайбаков
- 11 место — Шарафутдинов
- 12 место — Пермяков
- 13 место — Мухаметов
- 14 место — Бонадыков
- 15 место — Сахиуллин
- 16 место — Юсупов